# Ókeresztúr
Ókeresztúr (szerbül Српски Крстур / Srpski Krstur, régebbi magyar nevén Szerbkeresztúr) falu a szerbiai Vajdaság tartomány Észak-bánsági körzetében, közigazgatásilag Törökkanizsa község része.

## Fekvése
Szegedtől délre, a Tisza bal partján, Gyála és Martonos közt fekvő település.

## Története
Ókeresztúr nevét a 14. században említette először oklevél. Akkor Papkeresztúr-nak nevezték. Első birtokosa a 14. század második feléből ismert; aki Bernátfia Lőrinc volt, aki mivel utódja nem maradt, az akkor Papkeresztúrnak nevezett települést a csanádi társas káptalanra hagyta.
1456-ban a káptalan birtoka volt és V. László király a káptalan jobbágyait felmentette a szegedi várnagyoknak addig fizetett adók alól. E kiváltságát később Mátyás király is megerősítette.
1557-1558-ban a török hódoltság alatt a temesvári defterdár 10 házat írt itt össze, melynek lakosai magyarok voltak. A község azonban csakhamar elnéptelenedett, és 1647-ben már a puszta telkek között szerepelt.
1648-ban Dőry István és Török András kapták meg adományként.
1701-ben Dolny István csanádi püspök jelentette be igényét e pusztára, melyet 1702-ben meg is ítélt neki, de a puszta a Magyarország területéből elszakított temesvári bánságba került, és Temesvár visszavétele után szerbek kezdtek ide letelepedni.
Egy 1717. évi jegyzék a falut Kistúr néven említi.
1735-ben ismét puszta lett, majd 1752-ben a tisza-marosi határőröké lett és ekkor újra benépesült.
1774-ben a nagykikindai kerülethez csatolták, majd 1876-ban annak feloszlatása után Torontál vármegyéhez került.
1910-ben 3053 lakosából 507 magyar, 2511 szerb volt. Ebből 454 római katolikus, 2558 görögkeleti ortodox, 31 izraelita volt.
A trianoni békeszerződés előtt Torontál vármegye Törökkanizsai járásához tartozott.

### Örvösfalu
Ókeresztúr a középkorban határos volt a valószínűleg a középkorban elpusztult Örvösfalu-val, melynek 1419-ben Örvösi Pál fia István, Mihály fia Gergely, Miklós fia Tamás, Mátyás fia Simon és István fia Tamás voltak birtokosai.
1450-ben a falu földesurai az Örvösi családból János, Benedek és Simon fia Pál, továbbá Keserü János és Pánczél Pál.
Örvösi Pál neve 1469-ben tűnt fel utoljára, mikor a budai káptalant Temerkény birtokába beiktatták.

## Népesség

### Demográfiai változások
| 1948 | 1953 | 1961 | 1971 | 1981 | 1991 | 2002 | 2011 |
| ---- | ---- | ---- | ---- | ---- | ---- | ---- | ---- |
| 2642 | 2585 | 2415 | 2201 | 1794 | 1552 | 1620 | 1321 |